# Langendorf (Elbe)
Langendorf is een gemeente in de Duitse deelstaat Nedersaksen. De gemeente maakt deel uit van de Samtgemeinde Elbtalaue in het Landkreis Lüchow-Dannenberg. Langendorf telt 691 inwoners.

## Indeling
De gemeente bestaat uit volgende dorpen en plaatsen
- Brandleben
- Grippel
- Kacherien (auch Cacherien) deel van Langendorf
- Kaltenhof, behoorde tot 1945 bij Mecklenburg
- Laase
- Langendorf, het administratieve centrum
- Pretzetze

## Bezienswaardigheden

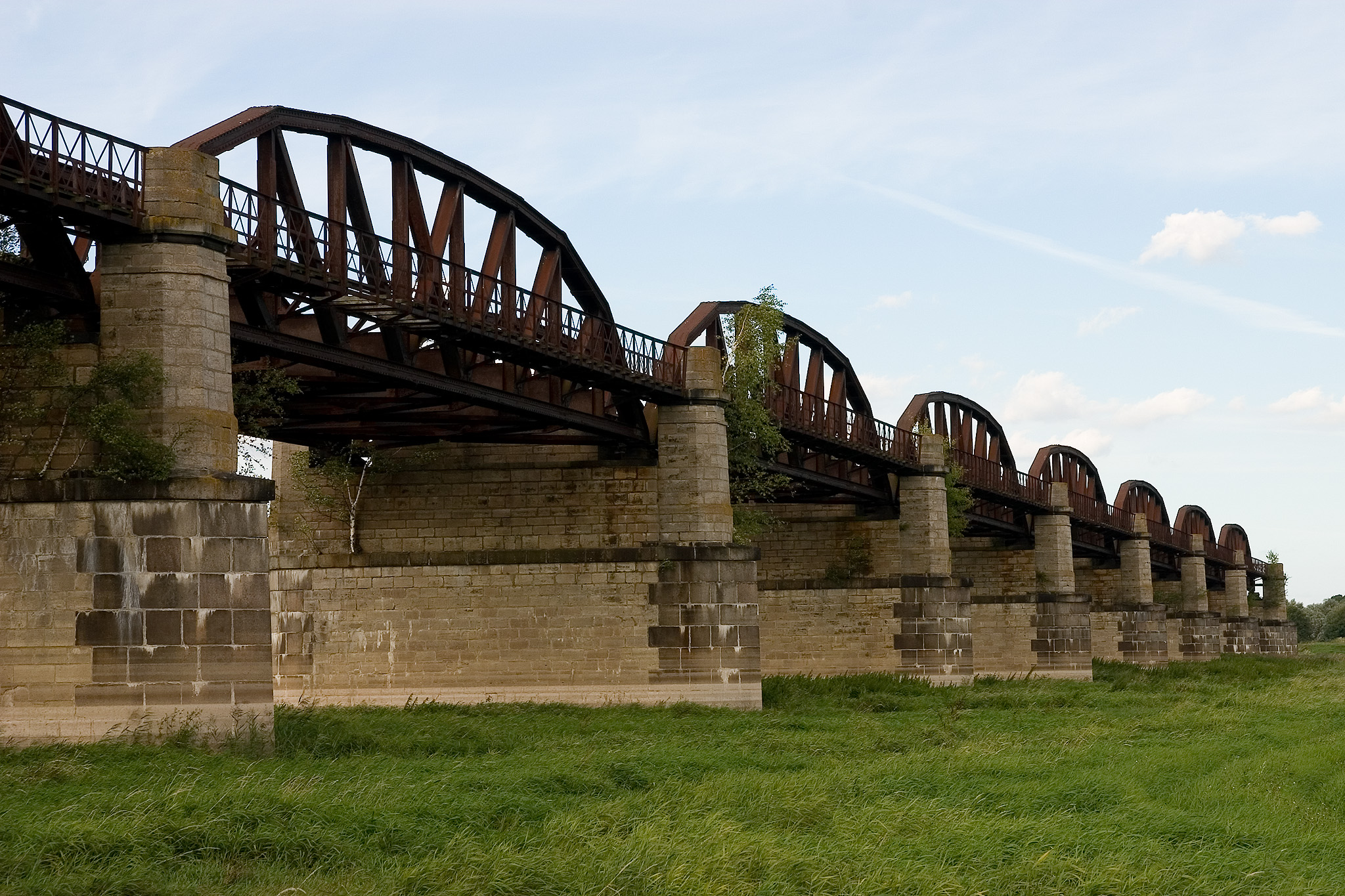
de brugdelen in het ovestromingsgebied op de linkeroever

- Ten noorden van Brandleben, nabij Kaltenhof, vindt men de overblijfselen van de Dömitzer spoorwegbrug
- Tussen Langendorf en Grippel, langs de K27, staat een houten uitzichttoren
- Lange-afstandsfietsroute Hamburg - Schnakenburg op de Elbedijken.

- Gemeinsame Normdatei: 2180086-8

Bergen an der Dumme · 
Clenze · 
Damnatz · 
Dannenberg · 
Gartow · 
Göhrde · 
Gorleben · 
Gusborn · 
Hitzacker · 
Höhbeck · 
Jameln · 
Karwitz · 
Küsten · 
Langendorf · 
Lemgow · 
Lübbow · 
Lüchow · 
Luckau · 
Neu Darchau · 
Prezelle · 
Schnackenburg · 
Schnega · 
Trebel · 
Waddeweitz · 
Woltersdorf · 
Wustrow · 
Zernien